# Immerather Mühle

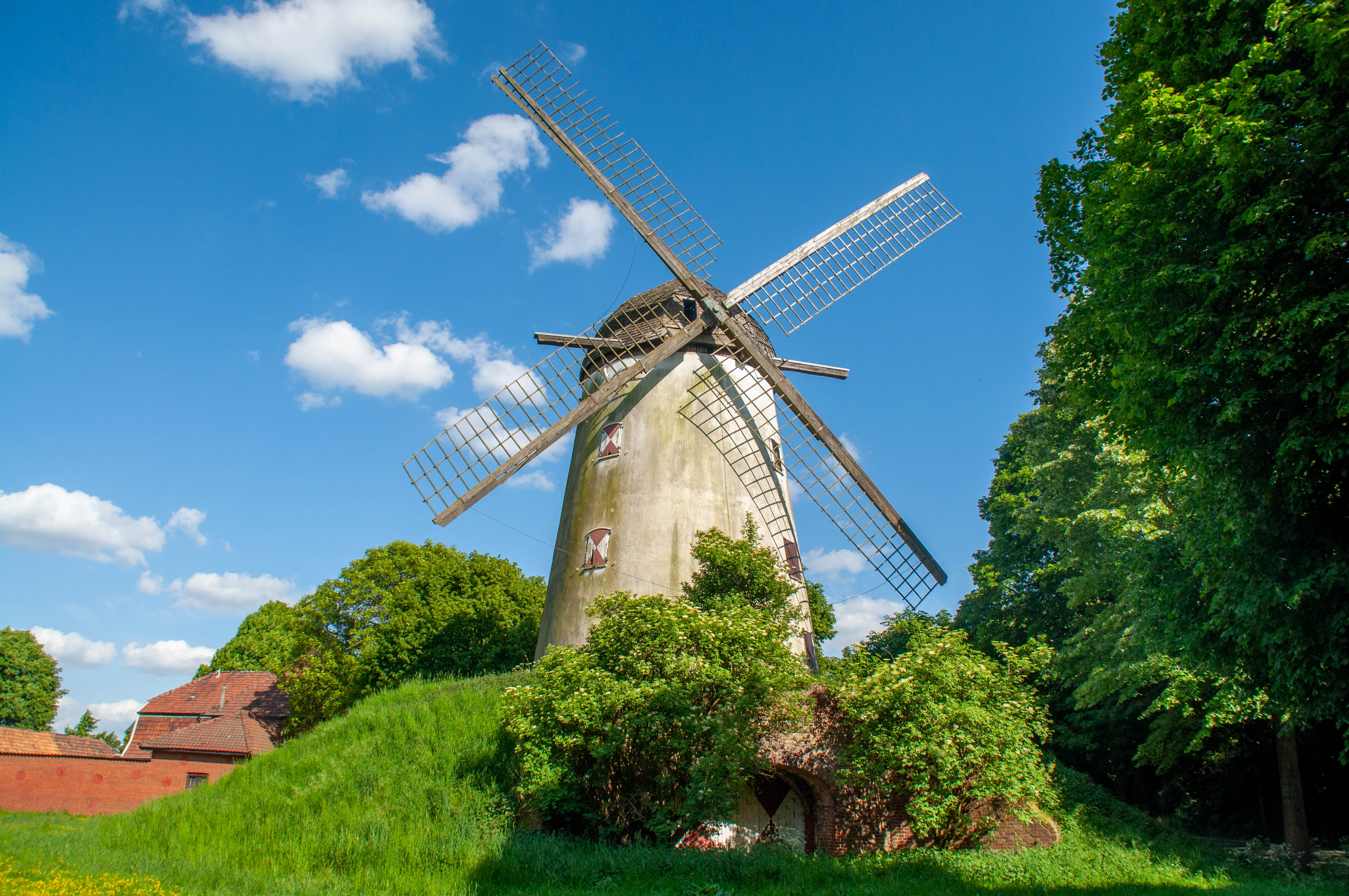
Immerahter Mühle (2011)

Die Immerather Mühle war eine unter Denkmalschutz stehende Turmwindmühle oder ein Bergholländer. Die Mühle stand bis zu ihrem Rückbau im Oktober 2018 zwischen Immerath und Jackerath weithin sichtbar an der Grenze des Erkelenzer Stadtgebietes.

## Geschichte
Die Mühle war vom Jülicher Landesherren in der ersten Hälfte des 17. Jahrhunderts erbaut worden. 1802 wurde unter der französischen Herrschaft der Mühlenbann aufgehoben und im folgenden Jahr die Mühle an Heinrich Lauterborn aus Jackerath verkauft.
1897 wurde in der Nähe zur Mühle ein Bahnhof der Bahnstrecke Mönchengladbach–Stolberg eröffnet.
Die Mühle war noch bis 1930 in Betrieb, zuletzt im Besitz der Familie Schurf. 1944 zerstörte eine Brandbombe die Turmhaube. 1954 kaufte die Gemeinde Immerath die Mühle, ein vollständiges Mahlwerk war nicht mehr vorhanden. Sie wurde restauriert und erhielt wieder eine Haube und Flügelwerk. Nach der Kommunalreform ging sie in das Eigentum der Stadt Erkelenz über.
Neben der Blancken-Mühle in der Innenstadt war sie die einzige erhaltene historische Windmühle im Erkelenzer Land.

## Denkmal
Am 14. Mai 1985 erfolgte die Eintragung in die Baudenkmalliste des Landes Nordrhein-Westfalen unter der laufenden Denkmalnummer 160.

## Verbleib
Am 18. Oktober 2018 wurde die Mühle von RWE Power abgerissen, um Platz für die Erweiterung des Braunkohletagebaus Garzweiler zu machen. Der Termin wurde vorher nicht öffentlich bekannt gegeben, daher verfolgten nur wenige Einheimische den Abriss. Eine Bürgerinitiative kämpfte bis zuletzt um den Erhalt der Windmühle. Sie war der Meinung, dass die Mühle am Rande des geplanten Abbaugebietes gestanden habe und somit hätte erhalten werden können. In zwei offenen Briefen forderte sie RWE und die Stadt Erkelenz auf, gemeinsam eine Lösung zu finden.

### Geplanter Wiederaufbau
In Immerath (neu) war am westlichen Ortseingang ein Grundstück für den Wiederaufbau der Mühle reserviert. Dabei sollten wichtige Bauteile der alten Mühle wiederverwendet werden und es war an eine Nutzung als Heimatmuseum gedacht. Die Pläne wurden jedoch nicht weiterverfolgt. Ein Verkauf an Privatinteressenten gelang nicht. Schließlich verkaufte die Stadt die Mühle und das reservierte Grundstück an RWE.